# جون بي. كيركهام
جون بي. كيركهام (بالإنجليزية: John B. Kirkham)‏ (26 فبراير 1869 في المملكة المتحدة - 30 نوفمبر 1930) هو لاعب كرة قدم بريطاني (وحمل سابقاً جنسية المملكة المتحدة لبريطانيا العظمى وأيرلندا) في مركز الهجوم. لعب مع أكرينغتون.